# Saoedische Moskee (Nouakchott)
De Saoedische Moskee (Arabisch: جامع المدينة المنورة) is een moskee in Nouakchott, Mauritanië. Het ligt ten zuidwesten van het presidentieel paleis en direct ten westen van de Kamer van Koophandel. De moskee is gebouwd met Saoedisch geld.